# Digitaria ursulae
Digitaria ursulae är en gräsart som beskrevs av Hildemar Wolfgang Scholz. Digitaria ursulae ingår i släktet fingerhirser, och familjen gräs. Inga underarter finns listade i Catalogue of Life.